# جمی اشداون
جمی اشداون (انگلیسی: Jamie Ashdown؛ زادهٔ ۳۰ نوامبر ۱۹۸۰) یک بازیکن فوتبال اهل بریتانیا است. او دروازه‌بان باشگاه فوتبال پورتسموث است.

## زندگی حرفه‌ای
جمی بازی فوتبال را با باشگاه فوتبال ریدینگ حرفه‌ای شروع کرد.